# 俸力秋
俸力秋（1965年—），云南临翔人，傣族，中华人民共和国政治人物、第十一届全国人民代表大会云南地区代表。
毕业于上海财经大学函授会计专业。担任云南省临沧市住房公积金管理中心主任。2008年起担任全国人大代表。